# Kisgyékényes
Kisgyékényes (szlovákul Rohožnica, korábban Ďekýneš) Nagygyőröd településrésze, korábban önálló falu Szlovákiában, a Nyitrai kerület Lévai járásában.

## Fekvése
Lévától 12 km-re nyugatra fekszik, ma Nagygyőröd keleti részét képezi.

## Története
1290-ben „Gekenus” alakban említik először az esztergomi keresztesek konventjének oklevelében. Később nagykálnai nemesek birtoka, majd 1496-tól barsfüssi nemeseké. 1522-től a máriavölgyi pálosok faluja. 1663-ban felégette a török. 1715-ben és 1720-ban 7 adózója volt. Lakói főként mezőgazdasággal foglalkoztak.
A 18. század végén Vályi András így ír róla: „GYÉKÉNYES. Elegyes tót falu Bars Vármegyében, földes Ura a’ Religyiói Kintstár, lakosai katolikusok, fekszik Barshoz nem meszsze, Lévához pedig mint egy két mértföldnyire. Határja jó termékenységű, javai külömbfélék, réttye, legelője, fája elég van, szőlei is vannak, első Osztálybéli.”
A 19. század közepén Fényes Elek eképpen írja le: „Gyékényes, tót-magyar falu, Bars vmegyében: 261 kath. lak. F. u. h. Eszterházy. Ut. p. Léva.”
Borovszky Samu monográfiasorozatának Bars vármegyét tárgyaló része szerint: „Gyékényes, a verebélyi járásban, a Garamvölgy közelében fekvő magyar és tót kisközség, 691 róm. kath. lakossal. Az esztergomi keresztesek conventjének 1290 februárius 20-án kelt oklevele bizonyítja, hogy a conventnek Gekenus nevű bars-megyei birtokát, melyet Rathold comes fiának Tamásnak zálogba adott, az illető a kitüzött határnapra nem adta vissza. 1496-ban Füssy László fiai, László és János bírják. 1516-ban ezeket birtokukban Lajos király is megerősíti. A XVIII. században találkozunk itt az Eszterházyakkal és később a közalapítványi uradalom birtoka. 1663-ban a török hordák dúlták fel a községet, de ebben az időben nem találjuk nyomát annak, hogy volt-e akkor nemesi birtokosa, vagy sem? Templom a községben nincsen. Postája Nagykálna, távirója és vasúti állomása pedig Alsóvárad.”

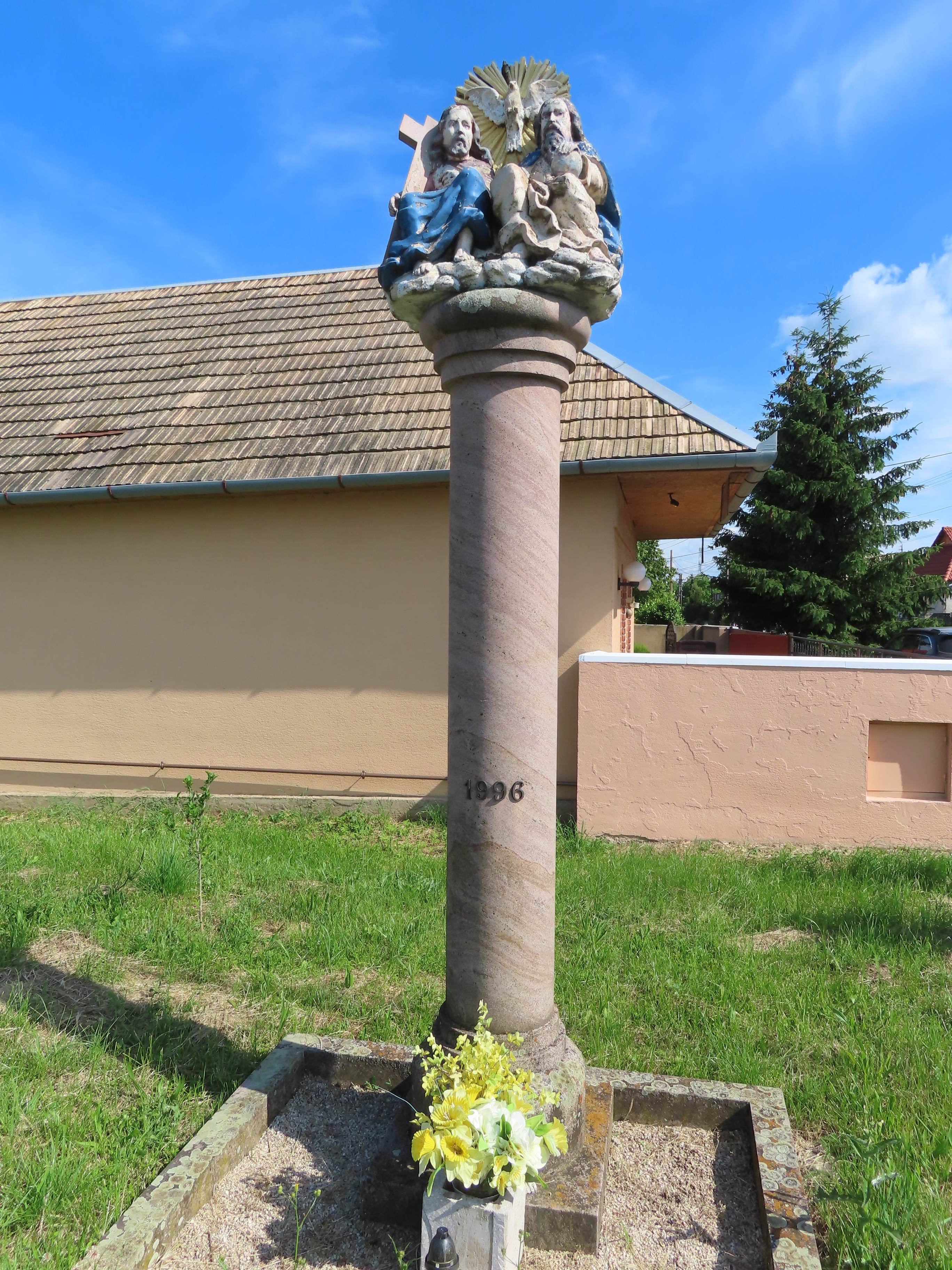

A trianoni diktátumig Bars vármegye Verebélyi járásához tartozott. 1938 és 1945 között újra Magyarország része volt. 1958-ban Nagygyőrödhöz csatolták.

## Népessége
1910-ben 300-an, többségében szlovák anyanyelvűek lakták, jelentős magyar kisebbséggel.

## Lásd még
- Alsógyőröd
- Felsőgyőröd
- Nagygyőröd

## Külső hivatkozások
- Községinfó
- Kisgyékényes Szlovákia térképén
- A község a Barsi régió honlapján Archiválva 2007. szeptember 28-i dátummal a Wayback Machine-ben
- E-obce.sk Archiválva 2008. szeptember 20-i dátummal a Wayback Machine-ben